# Matteo Bisiani
Matteo Bisiani (n. 2 august 1978, Monfalcone, Friuli-Veneția Giulia, Italia) este un arcaș ce a reprezentat Italia, medaliat olimpic. A participat la două ediții ale Jocurilor Olimpice (1996, 2000) în care a câștigat o medalie de argint și o medalie de bronz.